# Mogrus flavescente-maculatus
Mogrus flavescente-maculatus är en spindelart som först beskrevs av Lucas 1846.  Mogrus flavescente-maculatus ingår i släktet Mogrus och familjen hoppspindlar. Inga underarter finns listade i Catalogue of Life.